# Indigo (kleurstof)

De indigoplant, indigofera tinctoria

Indigo is een belangrijk pigment met een uitgesproken blauwe kleur, die eveneens indigo genoemd wordt. Indigo werd oorspronkelijk, als natuurlijk pigment, onttrokken uit verschillende soorten planten. Tegenwoordig wordt indigo voornamelijk synthetisch geproduceerd. Synthetisch bereide indigo wordt aniline genoemd.

## Natuurlijke bron
Natuurlijke indigo wordt vooral gewonnen uit plantensoorten van het geslacht Indigofera (in het bijzonder I. tinctoria), die in de tropen voorkomen. In een gematigd klimaat wordt indigo gewonnen uit wede (Isatis tinctoria) en Polygonum tinctorum. De tropische soorten zijn echter efficiëntere leveranciers van de kleurstof. Natuurlijke indigo was de enige bron van deze kleur tot 1897; indigo was in de 19e eeuw een van de belangrijkste exportproducten van India.

## Synthese van aniline
De Duitse chemieconcerns Bayer en Basf bereiden aniline in twee stappen uit benzeen. Eerst wordt benzeen genitreerd door een reactie met salpeterzuur en zwavelzuur tot nitrobenzeen. Vervolgens wordt de nitrogroep van nitrobenzeen gereduceerd tot een  amine, wat aniline oplevert. Diverse reductoren kunnen worden aangewend, waaronder waterstofgas (met een katalysator), waterstofsulfide, ijzer, zink en tin. Veel derivaten van aniline worden op een vergelijkbare wijze gevormd.
Moderner is de synthese van aniline uit m-nitrobenzaldehyde en aceton, in een alkalisch milieu. Eerst vindt een aldolcondensatie plaats, en daarna een ringsluiting met de nitrogroep, die vervolgens gereduceerd wordt tot een amine, waardoor indolon ontstaat. Als laatste ontstaat het dimeer indigo.

## Toepassingen
De belangrijkste toepassing van indigo is het kleuren van spijkerbroeken. De kleur wordt echter ook gebruikt om wol navy blue te verven. Indigo bindt zich niet bijzonder sterk aan de vezels in het textiel, waardoor slijtage en herhaald wassen ervoor zorgen dat de verf langzaam uit de stof verdwijnt. Sinds ongeveer 1970 willen kopers van spijkerbroeken liever dat deze er van het begin af aan wat versleten uitzien, en ziet men de originele donkere indigokleur slechts weinig in het straatbeeld. Indigo wordt ook gebruikt als pigment in de schilderkunst. Het is een enigszins overheersende blauwe kleur, die naar groen zweemt.

## Geschiedenis

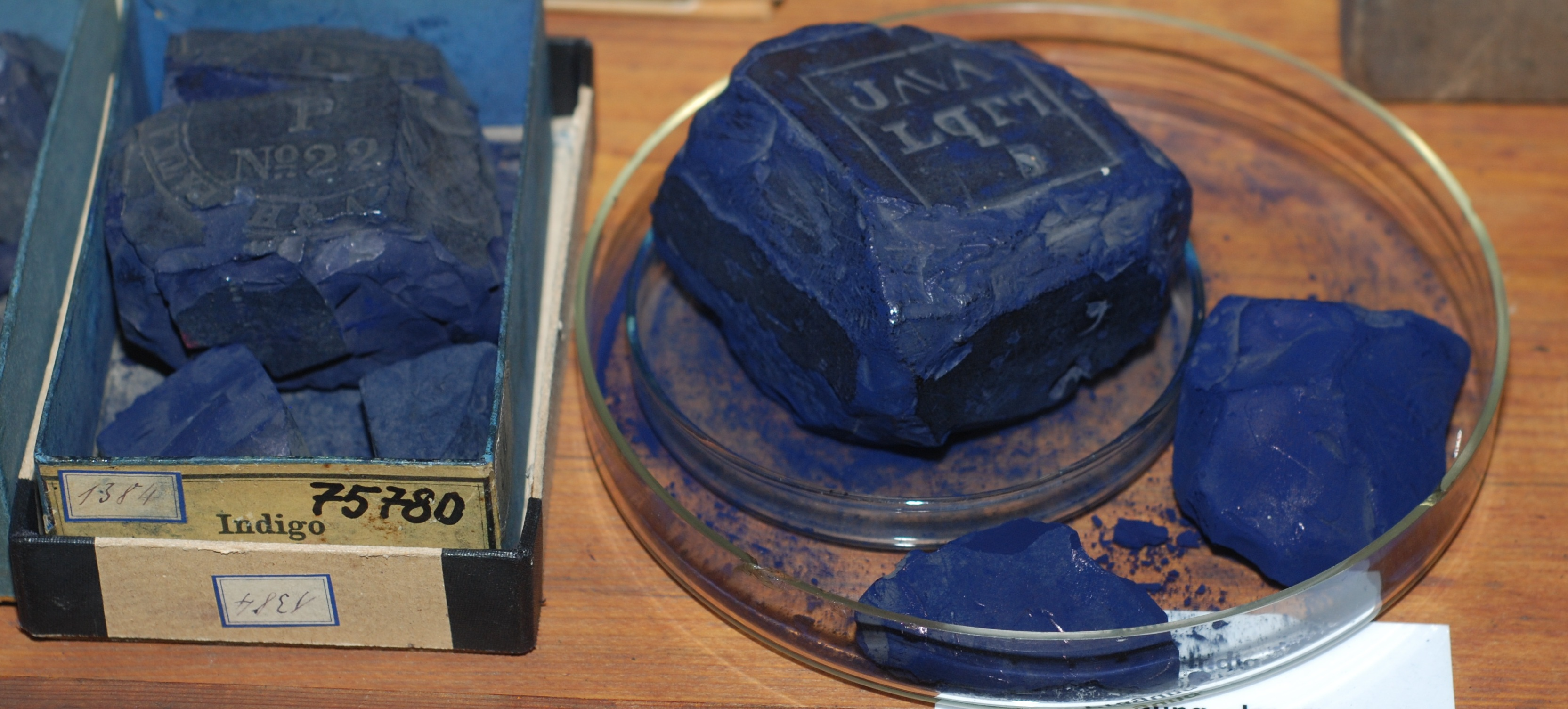
Indigo, Historische collectie van verfstoffen, Technische Universiteit Dresden

In Aziatische landen, zoals India, China en Japan wordt indigo al eeuwenlang als kleurstof gebruikt. Ook in het oude Egypte, Griekenland, Rome, Peru en Afrika werd indigo gebruikt. Bij de Yoruba in Afrika wordt indigo al eeuwenlang gebruikt als verfstof bij het vervaardigen van adire. Men denkt dat India de oudste indigo-leverancier is voor Europa. Het Griekse woord voor verf, indikon, verwijst zelfs naar India. De Romeinen gebruikten de term indicum, wat evolueerde via het Italiaans naar het huidige woord indigo. De Romeinen gebruikten indigo als schilderspigment en ook voor medicinaal en cosmetisch gebruik. Het bleef een luxe en zeldzaam product tot de Middeleeuwen.
Aan het eind van de vijftiende eeuw, ontdekte de Portugees Vasco da Gama een zeeroute naar India. Dit leidde tot een versterking van de handel met India, Indonesië, China en Japan. Indigo kwam hierdoor beter beschikbaar in West-Europa, en ook in Nederland via de VOC. Europeanen begonnen zelfs indigoplantages aan te leggen. Frankrijk en Duitsland verboden echter geïmporteerde indigo rond het begin van de zestiende eeuw, om hun eigen wede-industrie te beschermen.
In 1865 begon de Duitse scheikundige Adolf von Baeyer met indigo te werken. Dit resulteerde in de synthese van indigo in 1880. Drie jaar later werd de chemische structuur bekendgemaakt. BASF ontwikkelde een commerciële productietechniek die vanaf 1897 in gebruik werd genomen. Rond 1913 was het natuurlijke indigo vrijwel geheel vervangen door synthetisch indigo. In 2002 werd wereldwijd ongeveer 17.000 ton indigo geproduceerd.

## Verftechniek
Indigo is een uitdagende verf, omdat het niet oplosbaar is in water. Om het te kunnen oplossen, moet het een scheikundige verandering ondergaan. Als ondergedompelde kleding uit het verfbad wordt gehaald, combineert het indigo zich met zuurstof uit de lucht en krijgt het weer zijn onoplosbare vorm. Het was een lastig proces voor de eerste Europese gebruikers van indigo vanaf de zestiende eeuw.
Oorspronkelijk werd indigo opgelost in oudbakken urine. Het ureum in urine reduceert het onoplosbare indigo naar indigo wit of leukoindigo, een geelgroene oplossing. Synthetisch ureum kwam beschikbaar vanaf ongeveer 1800.
In Japan werd, voor de industriële revolutie, indigo opgelost in een verwarmde ton, met daarin warmteminnende, anaerobe bacteriën. Sommige van deze bacteriën produceren waterstof, dat eveneens het indigo kan reduceren.